# Ksar es-Seghir
Ksar es-Seghir (in arabo القصر الصغير‎?, el-Qaṣr eṣ-Ṣeghir; in berbero ⵇⵚⵕ ⵚⵖⵉⵕ; in spagnolo Alcázarseguir o Castillejo; in portoghese Alcácer-Ceguer) è un centro abitato e comune rurale situato sul litorale mediterraneo, tra Tangeri e Ceuta, nei pressi del porto Tangeri Med, nel Marocco settentrionale, nella provincia di Fahs Anjra, regione di Tangeri-Tétouan.

## Etimologia
Il nome arabo marocchino, che significa “Il piccolo castello”, può essere trascritto l-Qṣər ṣ-Ṣġir o Ksar Sghir. Il nome lo distingue da Ksar-el-Kebir (“Il Grande Castello”), che si trova più a sud. Il nome spagnolo si traduceva in Castillejo, ma ora viene traslitterato come Alcázar Seguir o Alcázarseguir; l'equivalente portoghese è Alcácer-Ceguer. Sotto gli Almoravidi e gli Almohadi, era conosciuto come Qasr al-Majaz, Ksar al-Majar o Ksar al-Djawaz (“castello in rotta”) perché era un importante porto di imbarco per le truppe marocchine dirette in Spagna. Altri nomi della fortificazione musulmana sono al-Qasr al-Awwal (“Il primo castello”) del geografo al-Bakri dell'XI secolo e Ksar Masmuda (“Castello Masmuda”) dello storico Abdelwahid al-Marrakushi del XIII secolo, dal nome della tribù berbera locale.
Nell'antichità era conosciuta con i nomi di Lissa ed Exilissa (in greco Ἐξίλισσα).

## Storia
Exilissa fu probabilmente fondata come colonia fenicia, annessa dai Cartaginesi e poi persa sotto il controllo romano dopo le guerre puniche. Sotto i Romani, era un posto di salatura. Sarebbe stata invasa dai Vandali nel V secolo e poi riconquistata dai Bizantini nel VI secolo. Ksar Mesmouda fu fondata dopo la conquista della zona da parte degli Omayyadi nel 708-709 d.C.. Nel 971, il califfo omayyade di al-Andalus tentò di catturare la fortezza come trampolino di lancio per la prevista conquista del Marocco idriside. Durante le epoche almoravide e almohade, fu utilizzato come importante cantiere navale.
Nel 1287, il sultano merinide Abu Ya'qub Yusuf al-Nasr eresse una nuova serie di spesse mura intorno alla città circolare, con 29 bastioni e tre porte monumentali (Bab al-Bahr, Bab Sebta, Bab Fes). Ma con la fine delle incursioni merinidi in Spagna, il suo utilizzo decadde. Nel XV secolo, era diventata un famigerato nido di corsari, che predavano le navi nello stretto di Gibilterra.
Nel 1458 spedizione portoghese forte di 25.000 uomini e 200 navi, guidata dal re Afonso V, assaltò e catturò la città dopo una battaglia di due giorni, il 23-24 ottobre. Il sultano merinide Abu Muhammad Abd al-Haqq II tentò di riconquistarla immediatamente, cingendola d'assedio alla fine del 1458 e di nuovo nell'estate del 1459, senza successo. Rimarrà in mano portoghese per gran parte del secolo successivo, nota con il nome di Alcácer-Ceguer. Nel 1502 i portoghesi iniziarono ad erigere una nuova serie di fortificazioni che estesero le mura della città fino al mare, assicurando così un terreno di sbarco protetto per le forze di spedizione portoghesi in Africa. La popolazione residente della città durante la dominazione portoghese raggiungeva circa 800 persone.
Ritenendo costoso mantenere i possedimenti portoghesi in Marocco, il re Giovanni III del Portogallo decise di abbandonarla nel 1533, anche se l'evacuazione definitiva di Ksar es-Seghir sarebbe stata ritardata fino al 1549. In seguito fu recuperata dal Marocco, ma, prima di abbandonarla definitivamente, i portoghesi evacuarono la popolazione, smantellarono gran parte delle fortificazioni e della città e insabbiarono con i detriti delle demolizioni il porto, diminuendone così l'utilizzo immediato. Nel 1609 Ksar es-Seghir fu ripopolata dai Moriscos espulsi dalla Spagna.
Avendo perso il suo ruolo di porto, Ksar es-Seghir declinò rapidamente, diventando un piccolo insediamento di pescatori di scarsa importanza, tra le rovine dell'antica cittadella marocchina e del forte portoghese. In seguito sorse una città più moderna, sulla riva destra del fiume, di fronte alla vecchia cittadella. Ksar es-Seghir ha ripreso vitalità nel XXI secolo, quando è stata designata come sede di una nuova base navale per la regia marina marocchina, la cui costruzione è iniziata nel 2008 ed è entrata in funzione due anni più tardi. Nel 2007, un nuovo porto commerciale per merci, Tanger Med, è stato costruito nelle vicinanze, a circa dodici chilometri a nord-est di Ksar es-Sghir.